# Truth or Dare (Oomph!)
Truth or Dare è il quinto best of del gruppo tedesco OOMPH! uscito il 26 febbraio 2010. Contiene tracce di album precedenti tradotti in lingua inglese.

## Tracce
1. Ready Or Not (I'm Coming)  - "Augen Auf!" - 3:21
2. Burning Desire [ft. L'âme Immortelle]  - "Brennende Liebe" - 3:48
3. Song of Death [ft. Apocalyptica]  - "Die Schlinge" - 3:53
4. God is A Popstar  - "Gott ist ein Popstar!" - 3:53
5. Labyrinth  - "Labyrinth" - 4:13
6. The Final Match  - "Das letzte Streichholz" - 3:33
7. Crucified  - "Gekreuzigt 2006" - 3:37
8. Sandman  - "Sandmann" - 3:47
9. Sex is Not Enough  - "Sex hat keine Macht" - 3:39
10. Land Ahead [ft. Sharon den Adel]  - "Land in Sicht" - 4:07
11. Wake Up!  - "Wach Auf!" - 3:31
12. The Power of Love - "Frankie Goes to Hollywood" Cover - 3:58
13. True Beauty is So Painful  - "Wer schön sein will muss leiden" - 3:02
14. The First Time Always Hurts  - "Beim ersten Mal tut's immer weh" - 3:58
15. Dream Here (With Me) [ft. Marta Jandová]  - "Träumst Du?" - 3:54
16. On Course  - "Auf Kurs" - 3:34